# پاریس (تنسی)
پاریس(به انگلیسی: Paris) شهری در ایالت تنسی کشور ایالات متحده آمریکا است که جمعیت آن در سرشماری سال ۲۰۱۰ میلادی، ۱۰٬۱۵۶ نفر بوده‌است.